# ECUARUNARI
ECUARUNARI (Kichwa: Ecuador Runakunapak Rikcharimuy, ‚Bewegung der Indianer von Ecuador‘, wörtlich: ‚Erwachen der Menschen von Ecuador‘) ist ein Dachverband, der indigene Völker bzw. Organisationen mit Kichwa-Hintergrund im Hochland Ecuadors vertritt.

## Allgemeines
Der Verein definiert sich als „Bündnis der Völker der Kichwa-Nationalität von Ecuador“ (Confederación de los Pueblos de la Nacionalidad Kichwa del Ecuador bzw. Ecuador Kichwa Llaktakunapak Jatun Tantanakuy). In seinen Anfängen sah es sich dagegen als indianische Organisation mit kirchlicher Bindung.
Der Verband gibt mehrmals jährlich seine zweisprachige Zeitschrift Rikcharishun heraus (Kichwa: „Erwachen wir!“ oder „Wir werden erwachen“).
Von 2003 bis 2010 war Humberto Cholango, Angehöriger des Volkes der Kayampi (Cayambi) aus der Provinz Pichincha Vorsitzender von ECUARUNARI. In der Periode von 2010 bis 2013 hat Delfín Tenesaca aus Mayorazgo (Puruhá, Provinz Chimborazo) dieses Amt inne.

## Geschichte
Seine Ursprünge hat der Verein in den 1960er Jahren, als die katholische Kirche in Ecuador auf privater Ebene noch vor dem ersten staatlichen Landreformgesetz mit der Verteilung von Ländereien begann. Diese Bemühungen können vor dem Hintergrund gesehen werden, den Einfluss der kubanischen Revolution zu begrenzen. Auf Grundlage dieser privaten Landreform organisierten sich Angehörige indigener Landgemeinden im Rahmen progressiver katholischer Organisationen. In der Gemeinde Tepeyac (Provinz Chimborazo) trafen sich im Juni 1972 auf einem Kongress mehr als 200 Delegierte verschiedener bäuerlich-indigener Organisationen und Genossenschaften mit katholischem Hintergrund aus den Hochlandprovinzen Imbabura, Pichincha, Cotopaxi, Bolívar, Chimborazo sowie Cañar und gründeten die Dachorganisation ECUARUNARI. Bei diesem Kongress wurden zwei gegensätzliche Positionen hinsichtlich der durch ECUARUNARI zu organisierenden sozialen Basis vertreten: Die einen wollten indigene und nicht-indigene Sektoren vereinigen, während die anderen, unterstützt von der Kirche, eine rein indigene Organisation wollten. Von einigen Repräsentanten wurde der direkte Einfluss der Kirche in Frage gestellt. Schließlich wurde auf dem Kongress ECUARUNARI als indigene Organisation mit kirchlicher Bindung definiert. Es wurde eine nationale Leitung (Directiva Nacional) gewählt, die für die regelmäßige Einberufung von Versammlungen zuständig war. Auf regionaler Ebene gab es „Bewegungen der Provinzen“ (Wawa Rikcharimuy, Movimientos Provinciales) mit jeweils eigenen Leitungsebenen. Anfang der 1970er Jahre brachte ECUARUNARI auf nationaler Ebene umfangreiche Mobilisierungen für die Landreform zustande, die die Regierung 1973 zu einem zweiten Landreformgesetz zwangen.
Gleichzeitig machte der Verein auf Grund interner Widersprüche eine tiefe ideologische, politische und strukturelle Krise durch, die sich nach 1975 so weit verschärfte, dass sie die Organisation an den Rand der Spaltung und Auflösung brachte. Schließlich gelang es, einen Kongress einzuberufen, der mit 180 Teilnehmern, davon 100 Delegierten, vom 19. bis 25. Juli 1977 in der Ortschaft Chibuleo in der Provinz Tungurahua stattfand. Hier wurde zum einen die Landreform bewertet, die den Großgrundbesitz kaum angetastet hatte, zum anderen der Zustand von ECUARUNARI analysiert und Maßnahmen zur Konsolidierung getroffen. Es wurden politische Funktionäre ausgeschlossen, die als Spalter betrachtet wurden, darunter Antonio Lema und Marco Barahona. Scharf grenzte sich die Organisation von evangelikalen Vereinigungen ab, darunter dem Linguistischen Sommerinstitut, und verurteilte imperialistische Einmischung aus dem Ausland. Insgesamt bedeutete dieser vierte Kongress eine politische Wende und Annäherung von ECUARUNARI an die Arbeiterbewegung.
In der nachfolgenden Zeit konnte sich die Organisation konsolidieren und durch Massenmobilisierungen auf kommunaler und regionaler Ebene auch die Durchführung der Landreformgesetze voranbringen, was die Rückübereignung einst geraubter Ländereien bedeutete.
ECUARUNARI war 1986 an der Gründung der indigenen Dachorganisation CONAIE beteiligt, der es bis heute angehört.

## Sprachpolitik
Bei einem der wichtigsten Ziele von ECUARUNARI, der Erhaltung und Verteidigung der Kichwa-Sprache, zeigen sich besonders deutliche Konfliktlinien mit dem Linguistischen Sommerinstitut. Während dieses die einzelnen Kichwa-Mundarten als einzelne Sprachen betrachtet und für die Varianten von Chimborazo und Imbabura sogar einzelne komplette Bibelübersetzungen verwirklicht hat, steht ECUARUNARI für eine gemeinsame Schriftsprache ein. Hierzu wurde eine einheitliche Orthographie geschaffen, Shukllachishka Kichwa (Quichua unificado). Diese wird in der EIB (Educación Intercultural Bilingüe, „Interkulturelle zweisprachige Erziehung“) verwendet, welche auf Grund des Drucks der indigenen Organisationen in die Verfassung Ecuadors von 1998 aufgenommen wurde – allerdings nur für die Indigenen und nicht für alle Ecuadorianer. Anders als etwa in Peru liegt die EIB wirklich in der Verantwortung der indianischen Ethnien, so dass Mitgliedsorganisationen von ECUARUNARI bzw. Kichwa-Gemeinden an vielen Orten eigene Schulen mit EIB eröffnen konnten. Diese Schulen gibt es jedoch bisher nicht flächendeckend.

## Vertretene Ethnien
- Natabuela
- Otavalos
- Karanki (Caranqui)
- Kayampi (Cayambi)
- Kitu Kara (Quitu)
- Panzaleo
- Salasaca
- Chibuleo
- Puruhá
- Guranga
- Kañari
- Saraguros

## Vertretene Organisationen
- Imbabura: FICI - Federación de los pueblos Kichwa de la Sierra Norte del Ecuador - CHIJALLTA FICI (Karanki, Natabuela, Otavalos, Cayambi), Vorsitzender: Manuel de la Torre
- Pichincha: FPP - Pichincha Rikcharimuy (Cayambi, Kitu Kara), Vorsitzender: Ramón Lanchimba
- Cotopaxi: MICC - Movimiento Indígena y Campesino de Cotopaxi (Panzaleo), Vorsitzender: Jorge Herrera
- Tungurahua: MIT - Movimiento Indígena de Tungurahua (Salasaca, Chibuleo, Tomabela, Kisapincha), Vorsitzender: Polibio Punina
- Chimborazo: MICH - Movimiento Indígena de Chimborazo (Puruhá), Vorsitzender: Delfín Tenesaca
- Bolívar: Fecab Brunari (Waranka), Vorsitzender: Vicente Ninabanda
- Cañar: UPCCC - Unión Provincial de Cooperativas y Comunidades de Cañar / Kañari Runakunapak Tantanakuy (Kañari), Vorsitzender: Antonio Caizán
- Azuay: UCIA (Kañari), Vorsitzender: Carlos Carchi
- Azuay: UNASAY (Kañari), Vorsitzender: Manuel Montero
- Loja: CORPUKIS - Corporación de pueblos kichwas de Saraguro / SAKIRTA – Saraguro Kichwa Runakunapak Jatun Tantanakuy (Saraguro), Vorsitzender: Carlos Sarango
- Zamora Chinchipe: ZAMASKIJAT (Saraguro), Vorsitzender: Miguel Sarango
- Esmeraldas: UOCE (Campesino y Afroecuatorianos), Vorsitzende: Mariana Solórzano
- Carchi: CCM (Pasto), Vorsitzender: Milton Carapaz